# Рыбак (фонтан)

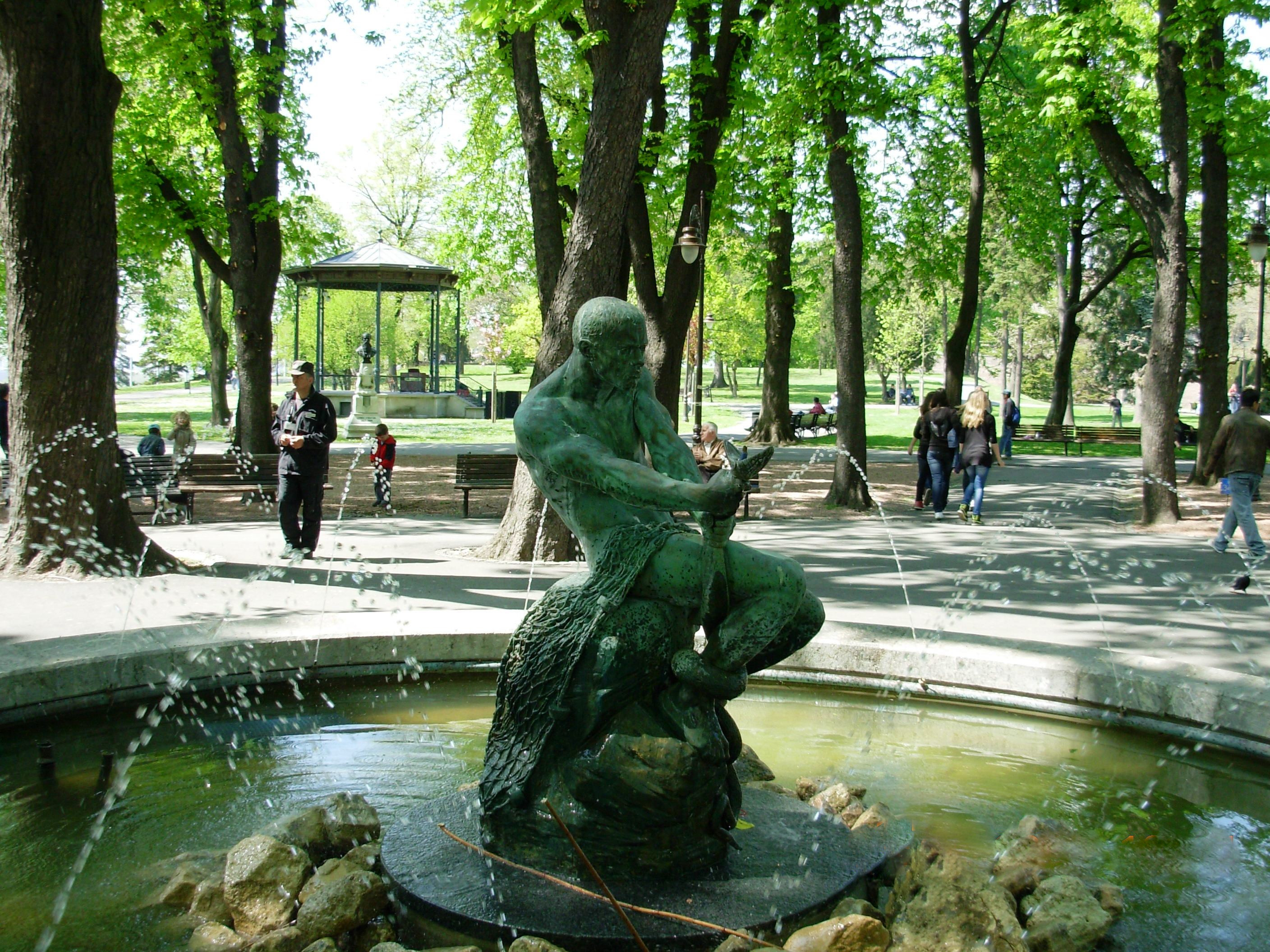
Фонтан «Рыбак» в Калемегдане

Рыбак или Несчастный рыбак — скульптурный фонтан, расположенный в столице Сербии Белграде в центре кольцевого сквера в парке Калемегдан. Автор — сербский скульптор Симеон Роксандич. Скульптура была сделана в мюнхенской и римской мастерских художника в 1906 году, во время его годичного отъезда из Крагуевацкой гимназии, в которой он вёл уроки рисования. Впервые скульптура была представлена публике на LXXII Международной художественной выставке в Риме в 1907 году. Установленный в главном выставочном павильоне, Рыбак был позитивно оценен итальянской критикой. Престиж произведения еще больше укрепил похвальный отзыв о нем итальянской королевской четы, которая также посетила выставку. Художественные достоинства Рыбака, борющегося со змеёй, высоко оценила и сербская культурная элита, и вскоре он стал неотъемлемым артефактом тогдашней культурной жизни. Гипсовый слепок с композиции Роксандича в 1907 году был куплен Народным музеем Белграда, а оригинал в том же году выставлен в Сербском павильоне на Балканской выставке в Лондоне в качестве главного художественного произведения.

## Строительство и установление скульптуры

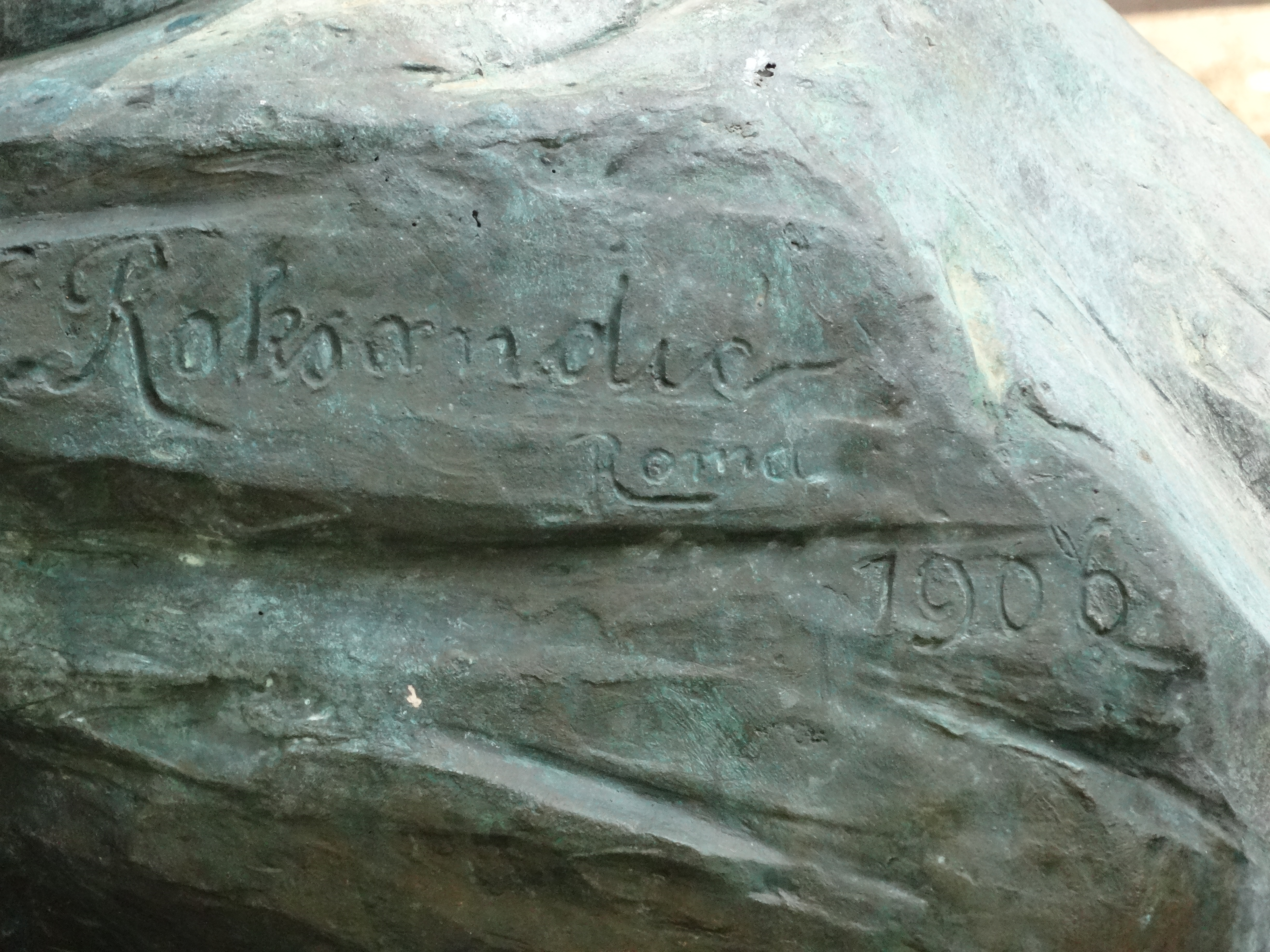
Подпись скульптора — Roksandic, Roma, 1906

Вскоре фигурная композиция Рыбак стала эмблемой молодого сербского государства и метафорой её культурного развития и восприятия прогрессивного искусства. Много шума в кругах сербской культурной общественности наделало ошибочное известие о том, что корабль, перевозивший художественные экспонаты для выставки, затонул по пути в Англию. В результате скульптор решил отлить еще одного Рыбака по гипсовой матрице. Однако, когда экспонаты вернулись из Лондона, оригинал оказался на месте, таким образом второй экземпляр стал лишним. После Третьей выставки членов сербского общества художников в Загребе (1908) копию скульптуры Роксандича купил Загребский муниципалитет и она была установлена на Гриче (ныне Иезуитская площадь в Верхнем городе).
Своего первого Рыбака в 1907 году Роксандич предложил купить Белградскому муниципалитету. Предложение было принято и рассматривалась возможность установить скульптуру на одной из городских площадей. Однако, вопреки желанию муниципалитета, она была установлена не на площади Теразие, а в Калемегданском парке в период между 1908 и 1911 гг. Фотоиллюстрация в «Новой искре» (1911) подтверждает факт установления скульптуры в этом парке. Уже тогда Рыбак стал одним из наиболее узнаваемых символов города. Местом установления скульптуры был выбран уже существовавший круглый фонтан с постаментом из груды необработанных камней в центральном сквере Большого Калемегдана. Решение установить скульптуру на этом месте считается рациональным, поскольку после передачи ключей от города в 1867 году и до начала XX века примыкающую к крепости территорию, а также пространство внутри крепостных стен стали обустраивать под городской парк.

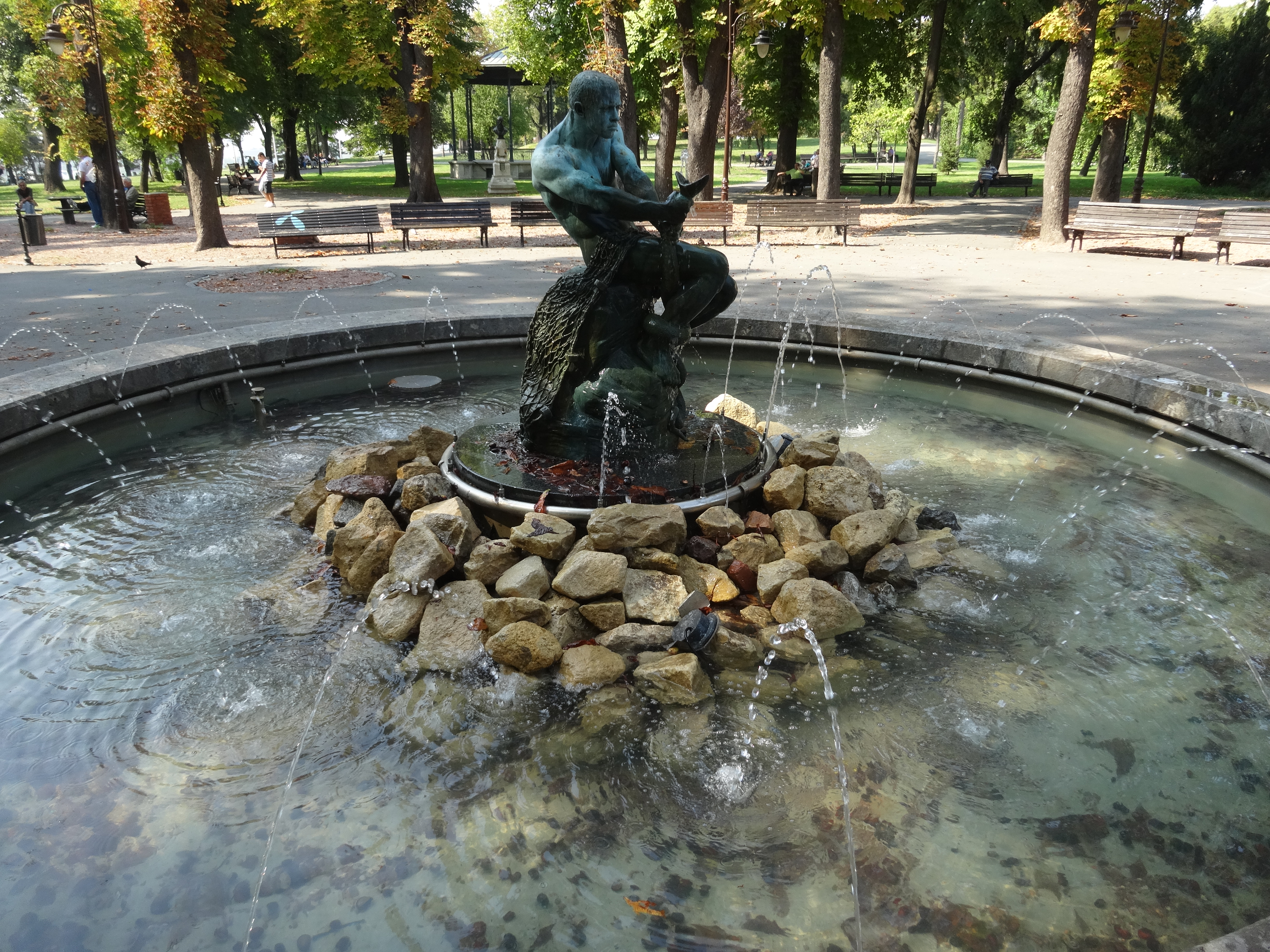
Внешний вид фонтанов Несчастный рыбак

В основе идеи превращения бывшей крепости в парк лежит план строительства главной улицы города, ведущей к Калемегдану, разработанный архитектором Эмилианом Йосимовичем. Старейший из сохранившихся официальных документов об устройстве парка на Калемегдане содержится в выписке из плана Белграда 1870 года. В то же время важно подчеркнуть, что первое архитектурно-композиционное решение парка предложил архитектор Милан Капетанович в 1890 году. По его оригинальной концепции территория обустраивалась до 1914 года. Главной идеей этого проекта было соединение главной улицы города Кнез Михаиловой с центральной аллеей парка, заканчивающейся сквером с большим фонтаном, в центре которого и была установлена скульптура Роксандича. Нынешний вид парка, сформировавшийся преимущественно к концу XIX — началу XX века, имеет сходство с лучшими городскими парками европейских метрополий Серебряного века (fin-de-siecle). В 1894 году процесс оформления парка продолжился с момента открытия на центральной парковой аллее скульптурного бюста сербского писателя Джуро Даничича, а сама центральная аллея, на которой за многие годы появились изображения и других знаменитых представителей национальной истории и культуры, превратилась в аллею великанов нации. В этом контексте фонтан Рыбак, являющийся произведением высокого универсального искусства[неизвестный термин], и в то же время не лишенный национальной особенности, по мнению тогдашней печати, заслуживал своего места.

## Стиль
Сюжет скульптуры — классическое произведение европейского изобразительного искусства того времени, когда Симеон Роксандич окончил Академию художеств в Мюнхене. После Торгового училища в Загребе и курса ваяния в Будапештской академии в 1892 году Роксандич поступил в Академию искусств (Akademie der bildenden Künste) в Мюнхене, в класс профессора Сириуса Эберле. Стиль Роксандича складывался под влиянием учёбы в столице Баварии и работы в качестве реставратора и консерватора скульптурных композиций, установленных в публичном пространстве Мюнхена.
Сам автор отозвался о своем Рыбаке в разговоре со Звонимиром Куюнджичем (конец 1940-х годов), в котором автор говорил о своих взглядах на искусство и жизнь в целом. Говоря о том, что Рыбак возник из желания символически показать победу человека над силами природы, скульптор определил идейную основу своей самой известной работы. Идея победы человека над природой свидетельствует о том, что художник верит в возможность выразить подъём человечества в художественной форме.
Фонтан Рыбак находится в составе Белградской крепости, которая объявлена памятником культуры особого значения.

## Галерея

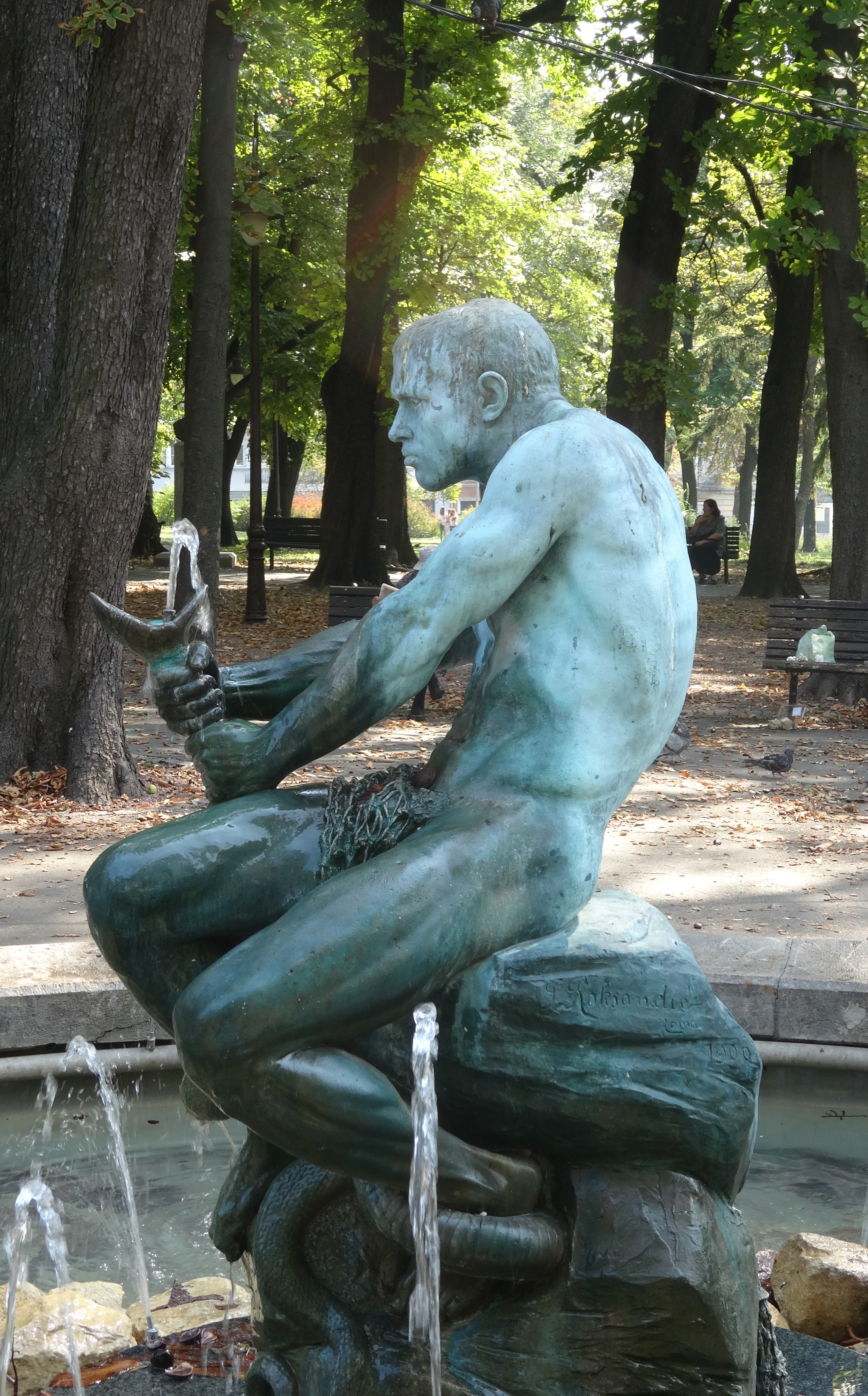
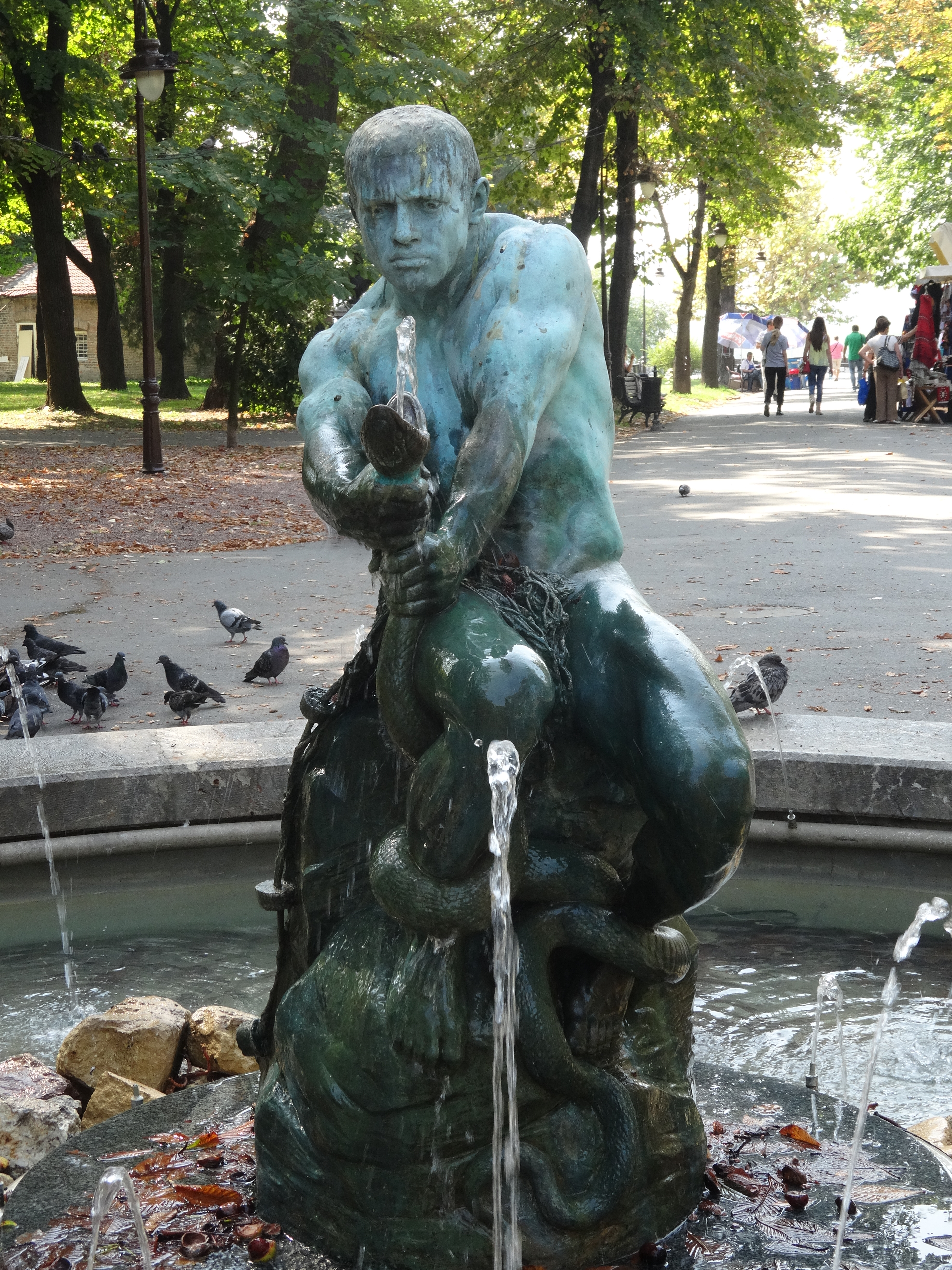
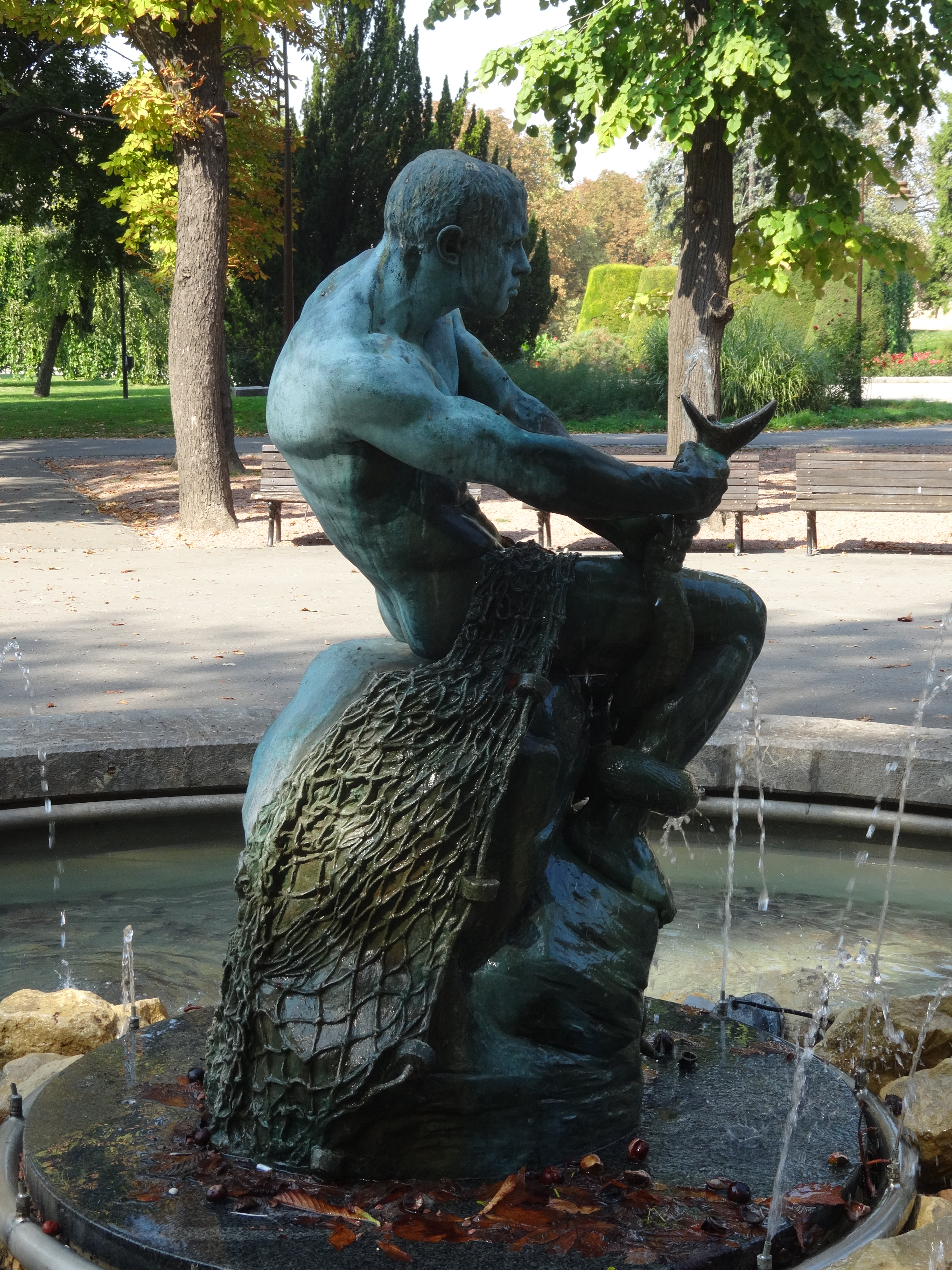